# John Mellencamp (album)
John Mellencamp è il quindicesimo album discografico in studio del cantante statunitense John Mellencamp, pubblicato nel 1998; il primo di tre album pubblicati per la Columbia Records.

## Tracce
1. Fruit Trader – 3:57
2. Your Life Is Now – 3:59
3. Positively Crazy – 4:09
4. I'm Not Running Anymore – 3:26
5. It All Comes True – 3:58
6. Eden Is Burning – 3:50
7. Where The World Began – 3:29
8. Miss Missy – 3:40
9. Chance Meeting At The Tarantula – 4:05
10. Break Me Off Some – 4:10
11. Summer Of Love – 4:01
12. Days Of Farewell – 3:12